# Borsod-Abaúj-Zemplén
Borsod-Abaúj-Zemplén is een comitaat (megye) in het noordoosten van Hongarije. Het comitaat telt 667.594 inwoners (2015). Het wordt begrensd door Slowakije in het noorden, en de comitaten Szabolcs-Szatmár-Bereg en Hajdú-Bihar in het zuidoosten, Heves in het zuidwesten en, over een zeer korte afstand, Nógrád in het westen en Jász-Nagykun-Szolnok in het zuiden. De hoofdplaats is Miskolc.
De op een na grootste stad in Borsod-Abaúj-Zemplén is Ózd. Nog 25 andere plaatsen hebben de status van stad, waarvan waarschijnlijk het wijnstadje Tokaj buiten Hongarije het bekendste is.

## Grondgebied
De drievoudige naam van het comitaat wijst erop dat Borsod-Abaúj-Zemplén een samenvoeging is van verschillende oude comitaten: het kwam tot stand uit een fusie van Borsod-Gömör-Kishont, Abaúj-Torna en Zemplén, waarvan Borsod-Gömör-Kishont ook het resultaat van een samenvoeging was. In 1920 had Hongarije 92,5% van Gömör-Kishont, 72% van Zemplén en 48% van Abaúj-Torna aan de nieuwe republiek Tsjecho-Slowakije verloren. Borsod en het stukje Gömör-Kishont waren daarop meteen samengevoegd, en in 1950 kwamen de resten van Zemplén en Abaúj-Torna erbij. De hoofdstad van Zemplén was tot dat jaar Sátoraljaújhely en die van Abaúj-Torna Szikszó (vanaf 1920: de oude hoofdstad Košice (Hongaars: Kassa) was Tsjecho-Slowaaks geworden).

## Bevolking
De bevolking van het comitaat Borsod-Abaúj-Zemplén bereikte in 1980 een hoogtepunt. Sindsdien daalt het aantal inwoners.
|                      | 1870    | 1880    | 1890    | 1900    | 1910    | 1920    | 1930    | 1941    | 1949    | 1960    | 1970    | 1980    | 1990    | 2001    | 2011    | 2020    |
| -------------------- | ------- | ------- | ------- | ------- | ------- | ------- | ------- | ------- | ------- | ------- | ------- | ------- | ------- | ------- | ------- | ------- |
| Borsod-Abaúj-Zemplén | 382.264 | 373.830 | 408.174 | 469.681 | 513.193 | 535.588 | 585.154 | 633.105 | 630.621 | 725.303 | 779.421 | 809.468 | 761.963 | 744.404 | 686.266 | 637.064 |

### Bevolkingssamenstelling
Ongeveer 84% van de bevolking bestaat uit etnische Hongaren. De grootste minderheid vormen de  Roma/zigeuners met 58.246 mensen, ofwel ruim 8% van de totale bevolking.

### Religieuze samenstelling
In 1930 had het comitaat Borsod-Abaúj-Zemplén een  katholieke meerderheid (59%) en een vrij grote  calvinistische minderheid (33%). Ongeveer 6% was aanhanger van het jodendom.
|                                  | volkstelling 1930 | volkstelling 1949 | volkstelling 2001 | volkstelling 2011 |
| Aantal                           | Aantal            | Aantal            | Aantal            |                   |
| -------------------------------- | ----------------- | ----------------- | ----------------- | ----------------- |
| Katholicisme (totaal)            | 347.198           | 402.297           | 406.016           | 282.904           |
| Rooms-Katholieke Kerk            | 298.378           | 347.883           | 351.286           | 248.033           |
| Hongaarse Grieks-Katholieke Kerk | 48.820            | 54.464            | 54.699            | 34.816            |
| Calvinisme                       | 190.378           | 209.147           | 194.494           | 135.677           |
| Lutheranisme                     | 11.196            | 11.761            | 5.914             | 3.483             |
| Orthodoxe Kerk                   | 506               | 448               | 305               | 242               |
| Jodendom                         | 34.984            | 4.325             | 266               | 143               |
| Overige kerkgenootschappen       | 772               | 1.853             | 7.227             | 10.115            |
| Ongodsdienstig/geen antwoord     | 120               | 880               | 130.182           | 253.702           |
| Borsod-Abaúj-Zemplén (totaal)    | 585.154           | 630.771           | 744.404           | 686.266           |

Volgens de volkstelling van 2011 is 62% van de bevolking christen, voornamelijk katholiek (41%). Dit zijn vooral leden van de Rooms-Katholieke Kerk (36%) maar ook Grieks-Katholieke Kerk (5%). Het aandeel van de calvinistische minderheid is teruggedrongen tot 20% van de bevolking. Door de toenemende secularisatie heeft inmiddels zo’n 37% van de bevolking geen religieuze overtuiging. De joodse gemeenschap van Borsod-Abaúj-Zemplén is nagenoeg bijna verdwenen.

## Districten (járás)
| - Cigánd - Edelény - Encs - Gönc - Kazincbarcika - Mezőcsát - Mezőkövesd - Miskolc |  | - Ózd - Putnok - Sárospatak - Sátoraljaújhely - Szerencs - Szikszó - Tiszaújváros - Tokaj |